# Wim Crusio

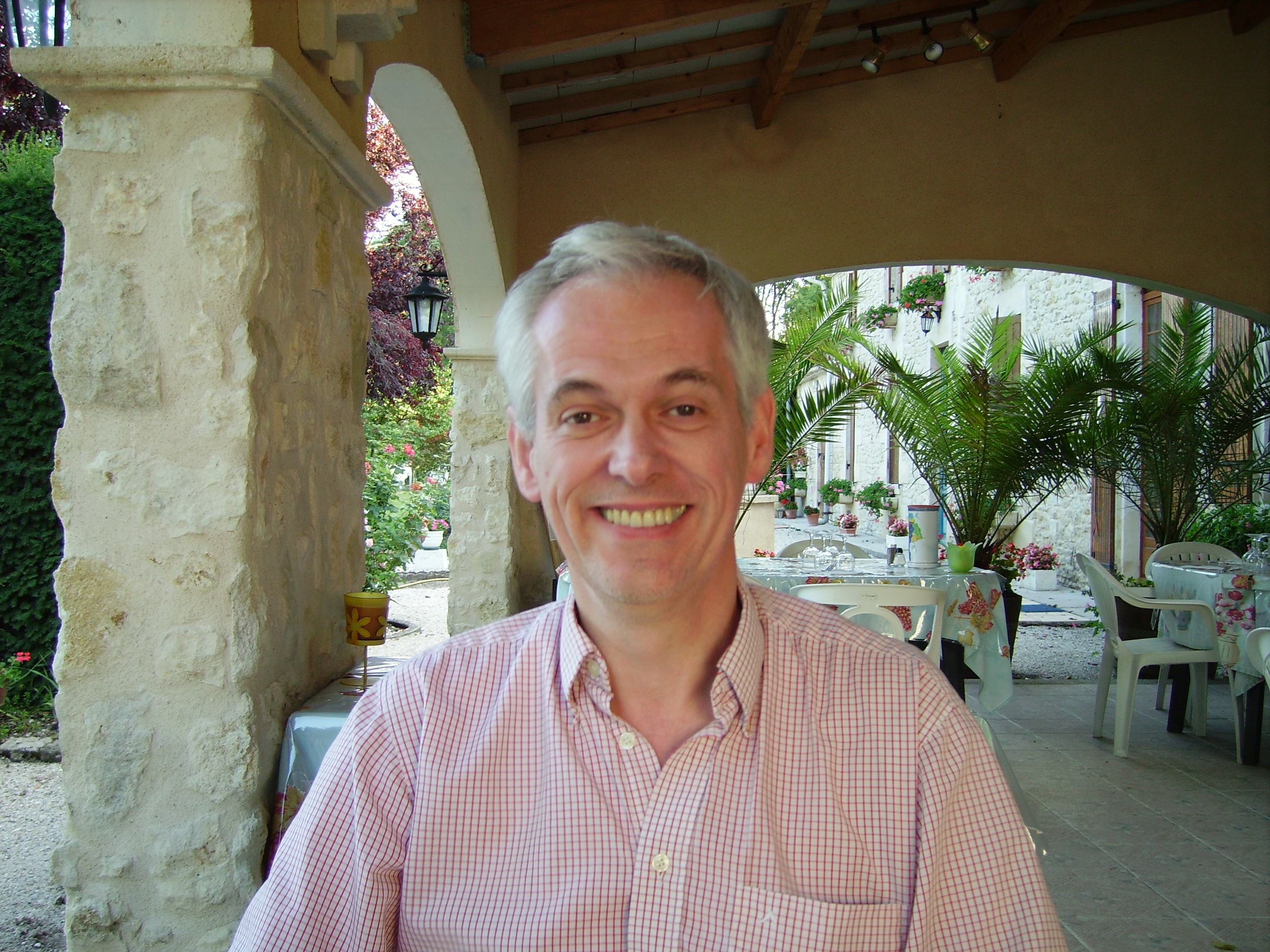
Wim Crusio (2008)

Wim Crusio (* 20. Dezember 1954 in Bergen op Zoom) ist ein niederländischer Neurobiologe und Verhaltensgenetiker. Er ist Directeur de recherche des französischen Centre national de la recherche scientifique (CNRS) und am Institut de Neurosciences Cognitives et Intégratives d’Aquitaine in Talence tätig.

## Leben
1979 machte Crusio seinen Master-Abschluss an der Radboud-Universität Nijmegen mit Diplomarbeiten aus dem Bereich der Verhaltensgenetik, Pflanzentaxonomie und der Pflanzensoziologie. 1984 erfolgte dort auch seine Promotion  zum Ph.D. mit einer Arbeit aus dem Bereich der Verhaltensgenetik. In den folgenden Jahren arbeitete er im Bereich der Pflanzentaxonomie und publizierte über die Gattung Bunge und eine neue Spezies aus der Gattung der Aronstabgewächse. Unterstützt durch ein Alexander von Humboldt-Forschungsstipendium arbeitete Crusio von 1984 bis 1987 als Post-Doktorand an der Universität Heidelberg. Im Jahre 2000 wurde er Professor für Psychiatrie an der University of Massachusetts Medical School in Worcester, Massachusetts.
Von 2002 bis 2011 war er Chefredakteur der wissenschaftlichen Fachzeitschrift Genes, Brain and Behavior und seit 2017 von Behavioral and Brain Functions.
Sein offizielles botanisches Autorenkürzel lautet „Crusio“.